# Phénomène de Koebner

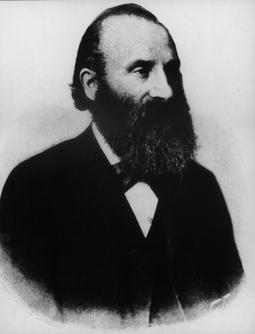
Heinrich Koebner

Le phénomène de Kœbner ou Köbner est l'apparition sur le trajet d'une égratignure, de nouveaux éléments d'une dermatose dont le sujet est déjà porteur. 
Ce phénomène est principalement observé dans le psoriasis ou le lichen plan mais se rencontre également dans les cas de verrues et de molluscum contagiosum.

## Historique
Il a été décrit par Heinrich Köbner (en) en 1876 à propos du psoriasis.

## Exemples
Une personne atteinte de pelade universelle (alopécie de type areata) a conservé des taches de cheveux ; uniquement aux endroits où auparavant existait un psoriasis. 

## Mécanisme
Il reste inconnu.

## Phénomène inverse
L'inverse du phénomène de Kœbner est  le phénomène de Renbök (il s'agit d'un néologisme créé en écrivant « Köbner » à l'envers) ; il désigne la réapparition ou la conservation d'une peau normale sur des zones préalablement modifiées par une dermatose.  